# Bohdan Romànovitx Xust
Bohdan Xust (Sudova Vyshnia, 4 de març de 1986) és un futbolista ucraïnès que juga com a porter a les files del FC Metalurh Donetsk, on està cedit pel FC Xakhtar Donetsk.

## Biografia

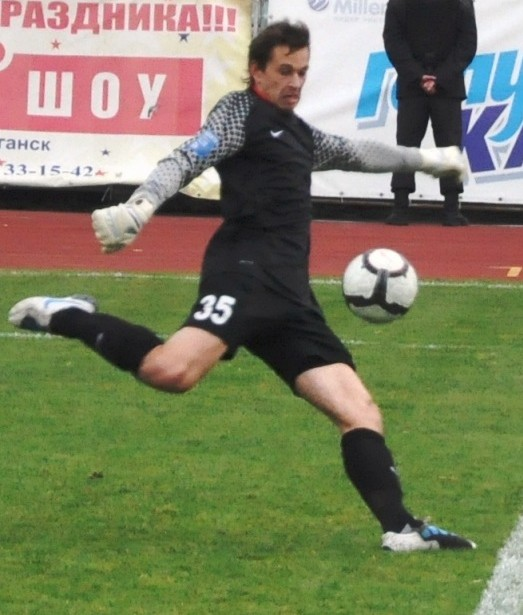
Bohdan Xust

Bohdan Xust inicià la seva carrera futbolística a les categories inferiors del Karpaty Lviv, passant a formar part del primer equip la temporada 2004-05, temporada en la qual l'equip aconseguí l'ascens a la Lliga Premier d'Ucraïna. Aquell estiu Xust fitxà pel Xakhtar Donetsk.
En el seu primer any a les files del Shaktar guanyà la Lliga Premier d'Ucraïna, si bé fou el porter suplent i tan sols disputà 8 partits. Les temporades següents ha seguit estant el porter suplent, no obstant ha afegit més títols al seu palmarès, destacant-ne la Copa de la UEFA 2009.
La temporada 2009-10 fou cedit al FC Metalurh Donetsk.
A nivell internacional, ha jugat 4 partits amb la selecció de futbol d'Ucraïna, debutant el 28 de febrer de 2006. Formà part del combinat nacional que disputà la Copa del Món de Futbol de 2006, si bé no disputà cap partit.

## Palmarès
- 1 Copa de la UEFA: 2009 (Shakhtar Donetsk)
- 2 Lligues ucraïneses: 2006 i 2008 (Shakhtar Donetsk)
- 1 Copa d'Ucraïna: 2008 (Shakhtar Donetsk)
- 1 Supercopa d'Ucraïna: 2008 (Shakhtar Donetsk)